# Mount Bransfield
Mount Bransfield är ett berg i Antarktis. Det ligger i Västantarktis. Argentina, Chile och Storbritannien gör anspråk på området. Toppen på Mount Bransfield är 760 meter över havet, eller 460 meter över den omgivande terrängen. Bredden vid basen är 5,5 km.
Terrängen runt Mount Bransfield är varierad. Havet är nära Bransfield åt nordost. Trakten är glest befolkad. Närmaste befolkade plats är Esperanza Base, 14,5 kilometer söder om Mount Bransfield.